# デイヴィッド・ギャレット

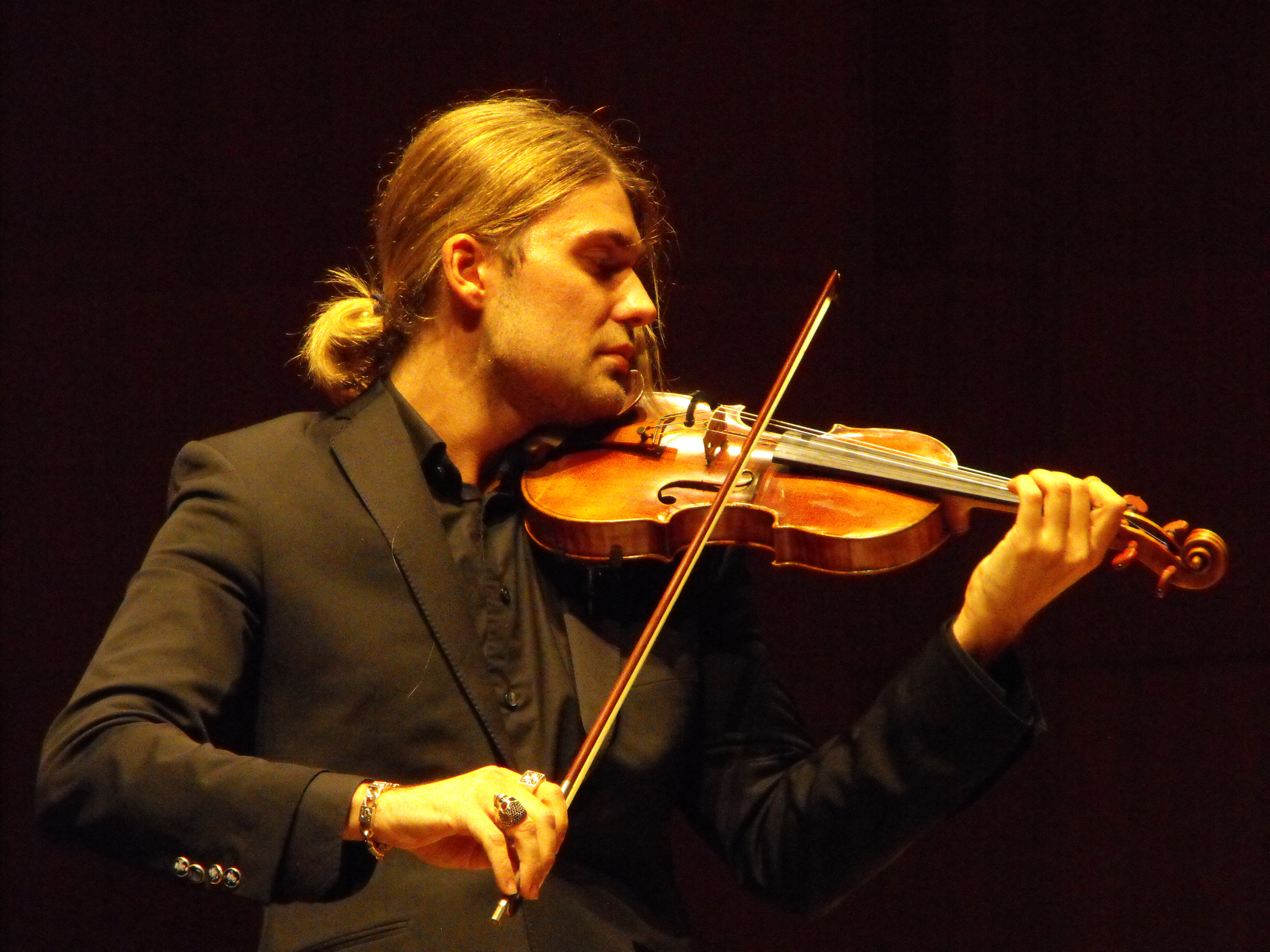
デイヴィッド・ギャレット。地毛は黒髪だが学生時代からブロンドに染めている。

デイヴィッド・ギャレット（David Garrett、1980年9月4日 - ）は、ドイツ出身のアメリカ合衆国のヴァイオリニスト、モデル。父親はドイツ人、母親はアメリカ人で、本名はダーフィト・ボンガルツ (David Bongartz) といい、ギャレットは母親の旧姓。本人は発音しやすい英語名使用を両親が決めたと述べている。

## 生い立ち
ドイツのアーヘンで生まれる。父親は法律家兼弦楽器専門の骨董商兼ヴァイオリン教師、母親はアメリカワシントンD.C.出身の元バレリーナ、ダヴ・マリー・ギャレット（のちに両親は離婚）。兄と妹がいる（妹のエレーナも音楽家）。先にヴァイオリンを習っていた兄のために父親が買ってきたヴァイオリンに興味を覚え、4歳の時にヴァイオリンを習い始めた。父親は熱心で厳しく、毎週末オランダへレッスンに通わせた。翌年にコンクールに出場して優勝している。7歳になるまでに毎週1度、公開で演奏するようになった。7歳になるとリューベック音楽院で学び、学業は自宅で家庭教師から受けた。12歳になると、ポーランド出身の大ヴァイオリニスト、イダ・ヘンデルに師事するようになり、しばしばロンドンやその他のヨーロッパの都市に出かけてヘンデルの下に通った。13歳でドイツ・グラモフォンと契約し、2枚のCDを録音し、ドイツやオランダのテレビに出演した。また、ヴァイツゼッカー博士の招待により、ドイツ大統領官邸「ハンマーシュミット荘（Villa Hammerschmidt）」で演奏会を開いた。黄金時代の名器の一つに数えられる「ストラディヴァリウス・サン・ロレンツォ」を提供されて使うようになる。14歳の時にドイツ・グラモフォン社と専属契約を結んだ。17歳の時に、インド独立50周年を記念する演奏会に出演し、デリーとムンバイでズービン・メータの指揮するミュンヘン・フィルハーモニー管弦楽団と共演している。
毎日6ないし7時間は父親が付き添う厳しい指導を受け、親と離れたのはイスラエルの音楽キャンプ参加時だけであったと言うが、17歳のときに両親に内緒でジュリアード音楽学校の試験を受け合格し、ニューヨークへ移る。それまではほぼ個人レッスンか自宅での学習だったため、初めての学校生活となった。父と決別し、モデルのアルバイトで生活費を稼ぐ。
2年後にはラファエル・フリューベック・デ・ブルゴスの指揮の下にベルリン放送交響楽団と共演し、評論家から称賛を受けた。この結果、ハノーファー万博2000に招待されて出演している。その後はロンドン王立音楽大学に学び、21歳でBBCプロムスにも出演。2004年にはジュリアード音楽学校を卒業した。

## 音楽活動
現在はクラシカル・クロスオーバー路線による活動が中心となっており、グランドピアノの伴奏によるヴァイオリン・ソナタの演奏会を行なうかたわら、キーボードやギター、ドラムからなる自前のバンドを率いて編曲ものや自作のアンコール・ピースを演奏・録音している。また、メタリカのアルバムでもヴァイオリンを演奏した。

## その他
ジュリアードに在学中のニューヨーク時代に、イツァーク・パールマンに入門した最初の学生になるとともに、学費を稼ぐためにモデルとして収入を得た。ファッション誌の記者からは、「クラシック界のベッカム」になぞらえられた。
2007年8月には、モンブラン社によって、新作万年筆の販売促進のための特使に選ばれ、ローマやニューヨーク、香港、ベルリン、ロンドンを訪れた。
2013年、映画『パガニーニ 愛と狂気のヴァイオリニスト』の主演・製作総指揮・音楽を担当する。
2014年、7月11日映画『パガニーニ 愛と狂気のヴァイオリニスト』が日本公開。6月11日にはジャパンプレミアが行われ、本人も来日。同日には映画にインスパイアされたアルバム『愛と狂気のヴァイオリニスト』が発売された。

## ディスコグラフィ

### スタジオ・アルバム
- 『モーツァルト：ヴァイオリン協奏曲第4番・第7番、他』 - Mozart: Violin Concertos (1995年) ※with クラウディオ・アバド
- 『ベートーヴェン：ヴァイオリン・ソナタ第5番《スプリング》他』 - Violin Sonata (1995年)
- 『パガニーニ：24のカプリース (ピアノ伴奏版)』 - Paganini Caprices (1997年)
- 『チャイコフスキー、コーヌス：ヴァイオリン協奏曲』 - Tchaikovsky, Conus: Violin Concertos (1997年)
- Pure Classics (2002年)
- 『フリー』 - Free (2007年)
- Virtuoso (2007年)
- 『ロック・プレリュード』 - Encore (2008年)
- David Garrett (2009年)
- Classic Romance (2009年)
- 『ロック・シンフォニー』 - Rock Symphonies (2010年)
- 『レガシー』 - Legacy (2011年)
- 『ミュージック』 - Music (2012年)
- 『14 (フォーティーン)』 - 14 (2013年)
- 『愛と狂気のヴァイオリニスト』 - Garrett vs. Paganini (2013年)
- 『カプリース』 - Caprice (2014年)
- 『タイムレス〜ブルッフ&ブラームス：ヴァイオリン協奏曲集』 - Timeless – Brahms & Bruch Violin Concertos (2014年) ※with ズービン・メータ、イスラエル・フィルハーモニー管弦楽団
- 『エクスプローシヴ』 - Explosive (2015年)
- 『ロック・レヴォリューション』 - Rock Revolution (2017年)
- 『UNLIMITED - デイヴィッド・ギャレット・グレイテスト・ヒッツ』 - Unlimited – Greatest Hits (2018年)
- 『アライヴ〜マイ・サウンドトラック』 - Alive: My Soundtrack (2020年)
- 『アイコニック』 - Iconic (2022年)